# Judô na Universíada de Verão de 2021
O judô na Universíada de Verão de 2021 será disputado no ginásio do Centro Cultural e de Esportes de Jianyang (Jianyang Cultural and Sports Centre Gymnasium), em Chengdu, na China, entre 29 de julho e 1 de agosto de 2023.

## Calendário
| Judô      | Julho | Julho | Julho | Julho | Julho | Agosto | Agosto | Agosto | Agosto | Agosto | Agosto | Agosto | Agosto | Eventos |
| Judô      | 27    | 28    | 29    | 30    | 31    | 1      | 2      | 3      | 4      | 5      | 6      | 7      | 8      | Eventos |
| --------- | ----- | ----- | ----- | ----- | ----- | ------ | ------ | ------ | ------ | ------ | ------ | ------ | ------ | ------- |
| Masculino |       |       | 2     | 2     | 3     | 1      |        |        |        |        |        |        |        | 8       |
| Feminino  |       |       | 3     | 2     | 2     | 1      |        |        |        |        |        |        |        | 8       |
| Total     |       |       | 5     | 4     | 5     | 2      |        |        |        |        |        |        |        | 16      |

|  | Dia de competição |  | Dia de final |

## Medalhistas

### Masculino
| Evento      | Ouro       | Prata      | Bronze     |
| Individual  | Individual | Individual | Individual |
| ----------- | ---------- | ---------- | ---------- |
| até 60kg    |            |            |            |
| até 66kg    |            |            |            |
| até 73kg    |            |            |            |
| até 81kg    |            |            |            |
| até 90kg    |            |            |            |
| até 100kg   |            |            |            |
| acima 100kg |            |            |            |
| Equipe      |            |            |            |
| Equipe      |            |            |            |

### Feminino
| Evento     | Ouro       | Prata      | Bronze     |
| Individual | Individual | Individual | Individual |
| ---------- | ---------- | ---------- | ---------- |
| até 48kg   |            |            |            |
| até 52kg   |            |            |            |
| até 57kg   |            |            |            |
| até 63kg   |            |            |            |
| até 70kg   |            |            |            |
| até 78kg   |            |            |            |
| acima 78kg |            |            |            |
| Equipe     |            |            |            |
| Equipe     |            |            |            |